# NYPD Blue
NYPD Blue is een televisieserie waarin het fictieve personeel van het 15e district van de New Yorkse politie in beeld wordt gebracht.

## Geschiedenis
De eerste aflevering werd in de Verenigde Staten op 21 september 1993 uitgezonden. In Nederland is de serie door de NCRV uitgezonden onder de naam New York Police.
Producers Steven Bochco en David Milch introduceerden een nieuwe manier van filmen door veelvuldig gebruik te maken van een handcamera. Hierdoor moet je als kijker de indruk krijgen dat je er zelf bij bent.
Al in het eerste seizoen werd NYPD Blue 27 keer genomineerd voor een Emmy Award. In de twaalf seizoenen dat de serie liep, werd deze 82 keer genomineerd en werd 19 keer een Emmy gewonnen.
De spil van de serie is detective Andy Sipowicz gespeeld door Dennis Franz. Andy is een norse, introverte senior detective met een hart van goud. In de eerste seizoenen is hij een alcoholist die aan lagerwal dreigt te raken. Nadat hij ternauwernood een schietpartij overleeft, lukt het hem om zijn leven te beteren. Later werkt hij zich op tot de steun en toeverlaat van het bureau. In de laatste aflevering heeft hij het zelfs tot chef weten te schoppen.
Door de seizoenen heen heeft hij met verschillende partners samengewerkt:
- Detective John Kelly, gespeeld door David Caruso (ook bekend als Horatio Caine in CSI: Miami);
- Detective Bobby Simone, gespeeld door Jimmy Smits;
- Detective Danny Sorenson, gespeeld door Rick Schroder;
- Detective John Clark, gespeeld door Mark-Paul Gosselaar;

Dennis Franz en Gordon Clapp, die de rol van detective Greg Medavoy speelt, zijn de enige acteurs die in alle twaalf seizoenen hebben gespeeld.
Het districtsbureau heeft in twaalf jaar een flink aantal chefs versleten. De belangrijkste waren:
- Lt. Arthur Fancy, gespeeld door James McDaniel
- Lt. Tony Rodriguez, gespeeld door Esai Morales
- Sgt. Eddie Gibson, gespeeld door John F. O'Donohue
- Lt. Thomas Bale, gespeeld door Currie Graham
- Sgt. Andy Sipowicz, gespeeld door Dennis Franz

## Rolverdeling
| Acteur              | Personage              |
| ------------------- | ---------------------- |
| Justine Miceli      | Det. Adrianne Lesniak  |
| Dennis Franz        | Det. Andy Sipowicz     |
| Henry Simmons       | Det. Baldwin Jones     |
| Jimmy Smits         | Det. Bobby Simone      |
| Charlotte Ross      | Det. Connie McDowell   |
| Rick Schroder       | Det. Danny Sorenson    |
| Kim Delaney         | Det. Diane Russell     |
| Gordon Clapp        | Det. Greg Medavoy      |
| Nicholas Turturro   | Det. James Martinez    |
| Andrea Thompson     | Det. Jill Kirkendall   |
| Mark-Paul Gosselaar | Det. John Clark, Jr.   |
| David Caruso        | Det. John Kelly        |
| Bonnie Somerville   | Det. Laura Murphy      |
| Jacqueline Obradors | Det. Rita Ortiz        |
| Gail O'Grady        | Donna Abandando        |
| Tamara Tunie        | Lillian Fancy          |
| Bill Brochtrup      | John Irvin             |
| Sherry Stringfield  | Laura Michaels Kelly   |
| James McDaniel      | Lt. Arthur Fancy       |
| Currie Graham       | Lt. Thomas Bale        |
| Esai Morales        | Lt. Tony Rodriguez     |
| Henry Murph         | N.D. 'Hank' Harold     |
| Sharon Lawrence     | ADA Sylvia Costas      |
| Garcelle Beauvais   | ADA Valerie Heywood    |
| Amy Brenneman       | Officer Janice Licalsi |
| James McBride       | Officer Mike Shannon   |
| James McBride       | Sgt. Eddie Gibson      |
| Austin Majors       | Theo Sipowicz          |

## Regelmatig terugkerende personages
- IAB Sgt. Jerry Martens / IAB Sgt. Martens - Scott Allan Campbell
- Josh Astrachan - Ray Latulipe
- Officer Miller - Billy Concha
- Officer Martelli - Michael Sabatino
- ADA Leo Cohen - Michael B. Silver